# Gerbépal
Gerbépal ist eine französische Gemeinde mit 537 Einwohnern (1. Januar 2022) im Département Vosges in der Region Grand Est (bis 2015 Lothringen). Sie gehört zum Arrondissement Saint-Dié-des-Vosges und zum Gemeindeverband Saint-Dié-des-Vosges.

## Geografie
Die Vogesen-Gemeinde Gerbépal liegt an der oberen Neuné, einem Nebenfluss der Vologne, zwischen den Städten Saint-Dié-des-Vosges und Gérardmer. Das Gemeindegebiet erstreckt sich vom Col du Plafond (620 m, Übergang zum Tal der Meurthe) im Norden bis zum Col de Martimpré (796 m, Übergang zum Tal der Vologne) im Süden auf einer Länge von zehn Kilometern.
Zur 19,18 km² großen Gemeinde gehören die Ortsteile Aux Fourneaux, La Basse de Martimpré, Les Trexons und Martimpré.
Nachbargemeinden von Gerbépal sind Anould im Norden, Ban-sur-Meurthe-Clefcy im Osten, Xonrupt-Longemer im Süden, Gérardmer im Südwesten, Arrentès-de-Corcieux im Westen sowie Corcieux im Nordwesten.

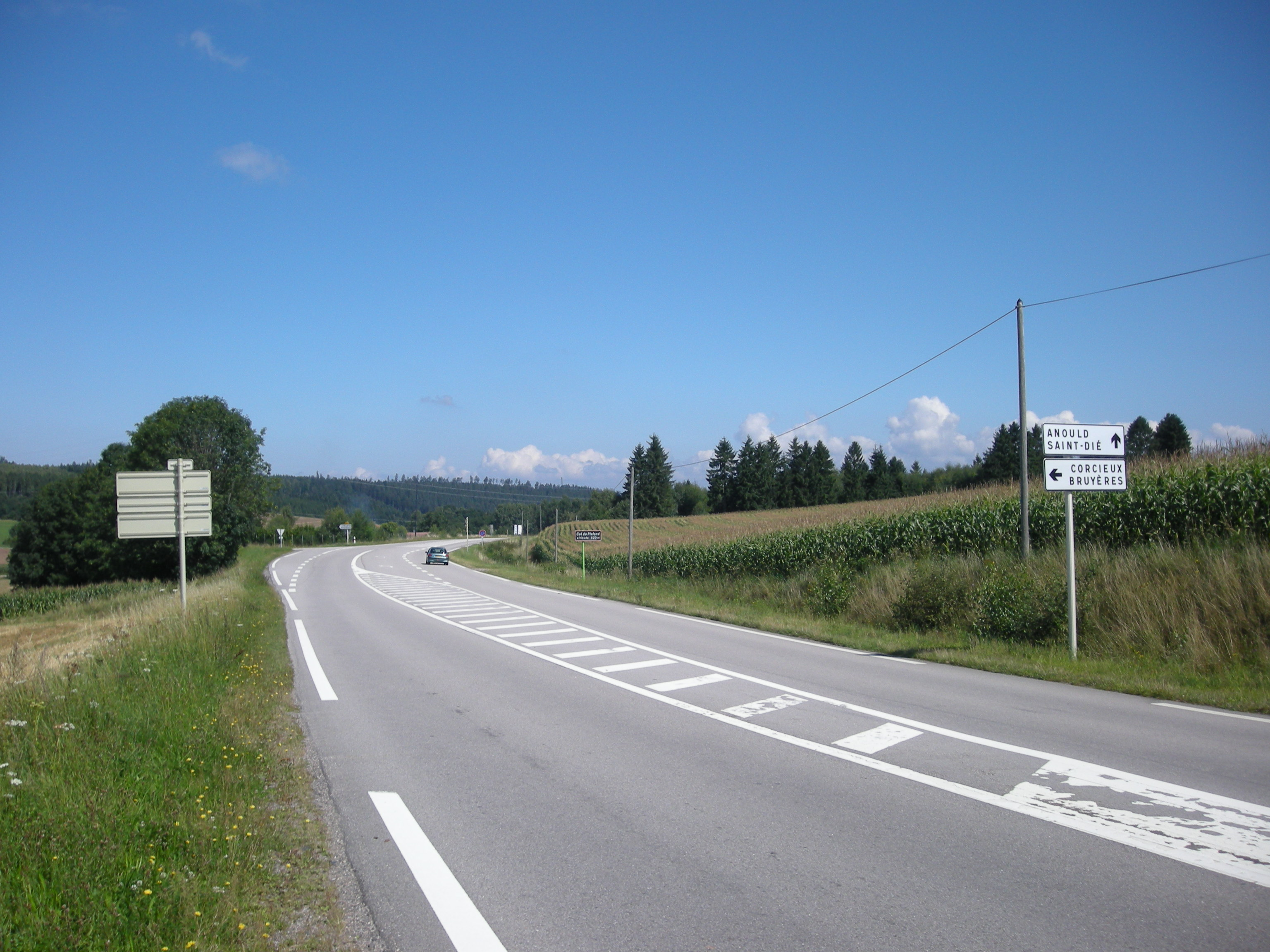
Col du Plafond
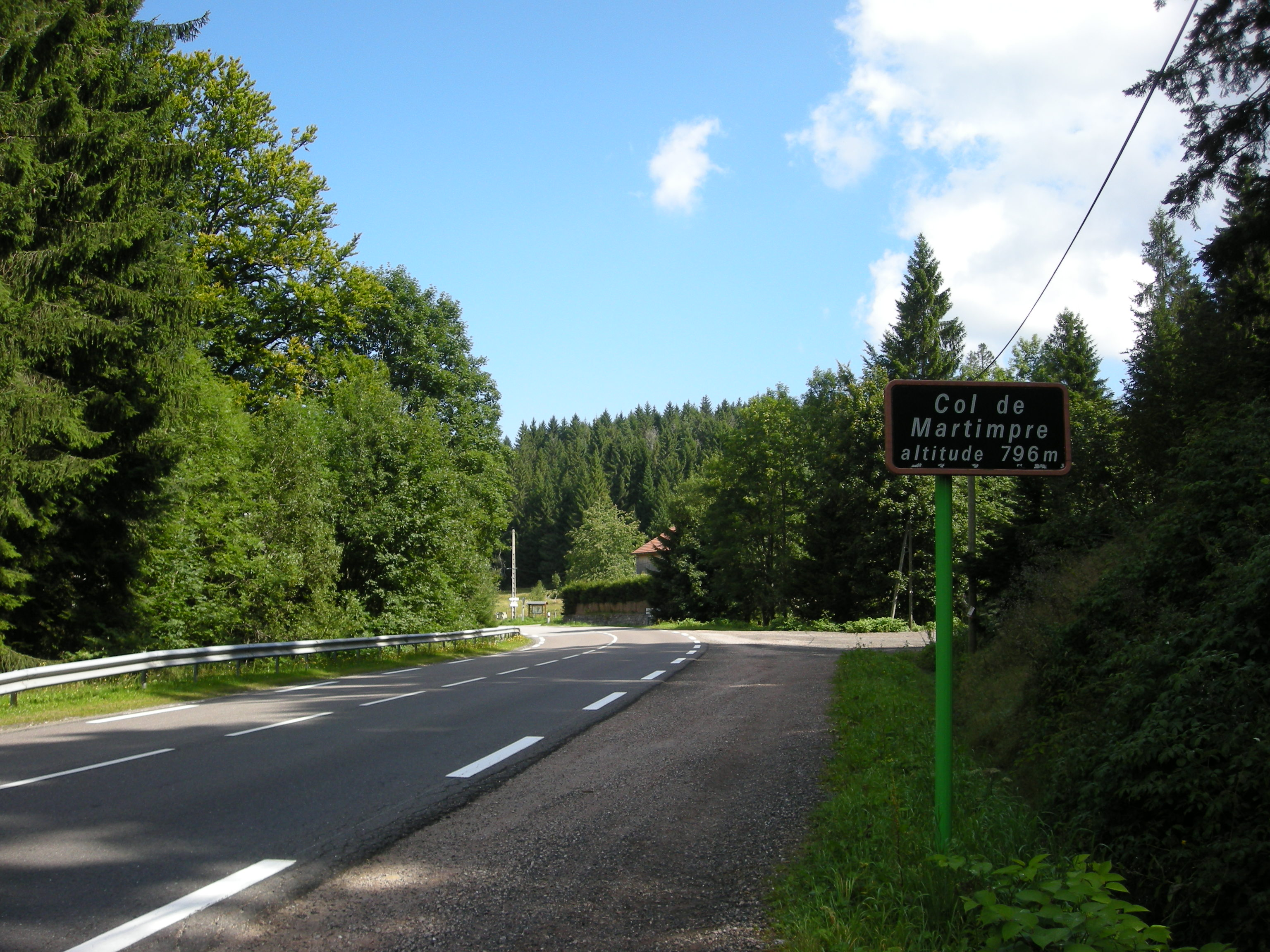
Col de Martimpré

## Geschichte
1378 wurde das Dorf erstmals als Gerbepaltz urkundlich erwähnt. Es bestand zu dieser Zeit aus den Weilern Ruxurieux und Vichibure und war Teil der Herrschaft Martimprey, die der Bailliage von Bruyères zugeordnet war.
Nahe der Kapelle im Ortsteil Martimpré befand sich ein Schloss aus dem Jahr 1532. Es wurde 1635 während des Dreißigjährigen Krieges zerstört, die Ruinen 1830 abgerissen. Anstelle des Schlosses entstanden zwei Häuser, von denen eines 1944 von deutschen Truppen abgebrannt wurde.

### Bevölkerungsentwicklung
| Jahr      | 1962 | 1968 | 1975 | 1982 | 1990 | 1999 | 2007 | 2019 |
| --------- | ---- | ---- | ---- | ---- | ---- | ---- | ---- | ---- |
| Einwohner | 431  | 449  | 380  | 436  | 483  | 503  | 530  | 601  |

Im Jahr 1876 wurde mit 1434 Bewohnern die bisher höchste Einwohnerzahl ermittelt. Die Zahlen basieren auf den Daten von cassini.ehess und INSEE.

## Sehenswürdigkeiten
- Kirche Saint-Jean-Baptiste, im späten 17. Jahrhundert errichtet
- Kapelle Sainte-Anne im Ortsteil Martimpré, 1606 erbaut
- Kapelle Saint-Marc

|  |  |

## Wirtschaft und Infrastruktur
In der Gemeinde sind 13 Landwirtschaftsbetriebe ansässig (Milchwirtschaft, Rinderzucht). Neben dem Tourismus und dem Kleingewerbe (Bäckerei, Autoreparatur, Kerzenherstellung) spielt das Handwerk und der Tourismus zunehmend eine Rolle. Im Norden der Gemeinde, vor dem Col du Plafond, befindet sich eine Kartbahn.

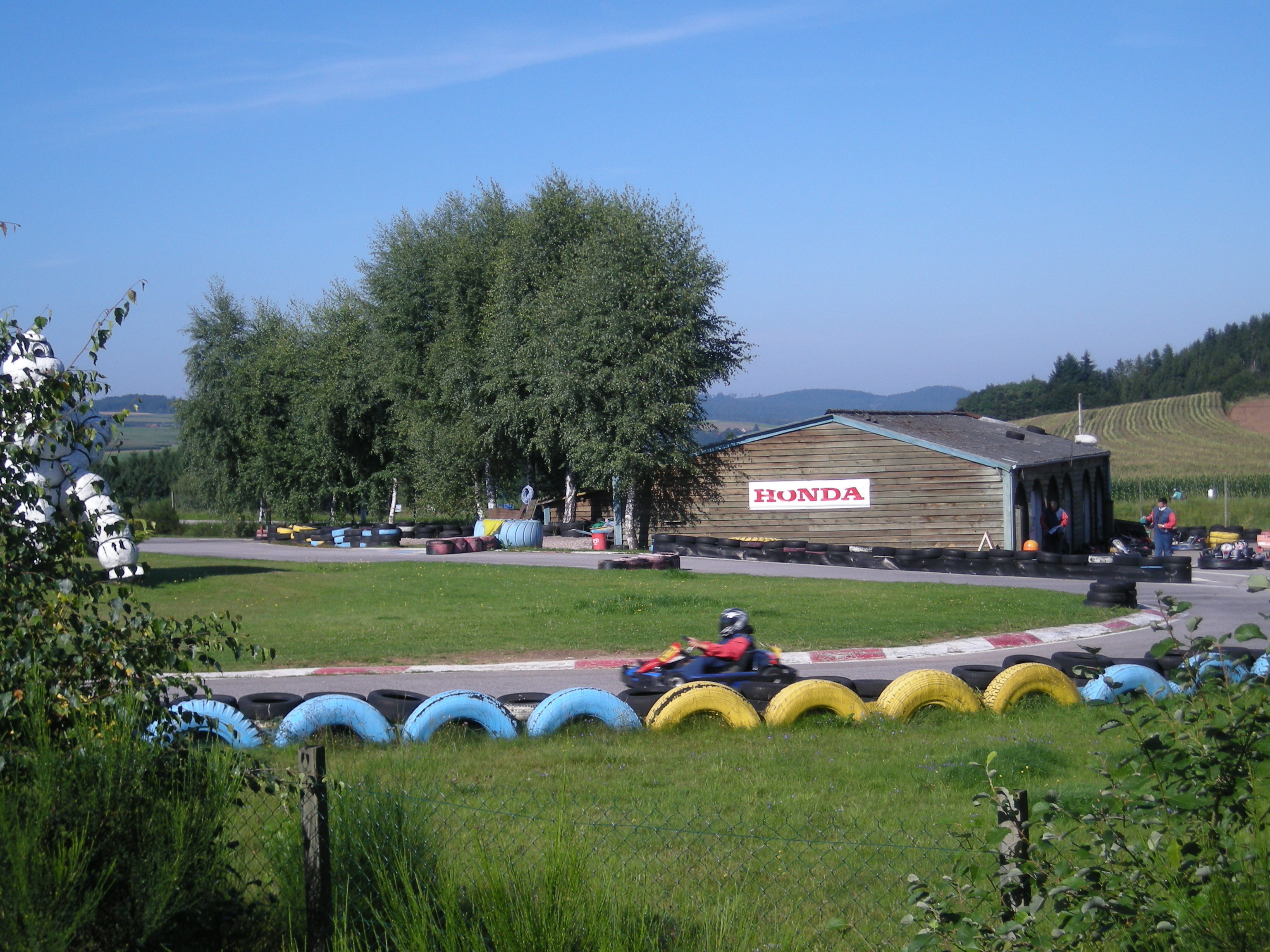
Kartbahn am Col du Plafond

Die Hauptstraße in der Gemeinde verbindet als Départementsstraße D 8 Gerbépal mit der Stadt Gérardmer und (über Anould) mit der Unterpräfektur Saint-Dié-des-Vosges. Die D 86 führt von Gerbépal in die Kleinstadt Corcieux.

## Persönlichkeiten
Aus Gerbépal stammt Maurice Lemaire (1895–1979), der in der französischen Regierung zwischen 1953 und 1957 verschiedene Ministerämter innehatte.

## Belege
1. ↑   vosges-archives.com/Gerbepal (Memento des Originals vom 5. November 2014 im Internet Archive)  Info: Der Archivlink wurde automatisch eingesetzt und noch nicht geprüft. Bitte prüfe Original- und Archivlink gemäß Anleitung und entferne dann diesen Hinweis. (französisch; PDF; 81 kB)
2. ↑  Le château de Martimpré auf gerbepal.free.fr (Memento des Originals vom 5. November 2014 im Internet Archive)  Info: Der Archivlink wurde automatisch eingesetzt und noch nicht geprüft. Bitte prüfe Original- und Archivlink gemäß Anleitung und entferne dann diesen Hinweis. (französisch)
3. ↑  Gerbépal auf cassini.ehess
4. ↑  Gerbépal auf INSEE
5. ↑  Landwirtschaftsbetriebe auf annuaire-mairie.fr (französisch)
6. ↑  gerbepal.free.fr/commerce local (Memento des Originals vom 5. November 2014 im Internet Archive)  Info: Der Archivlink wurde automatisch eingesetzt und noch nicht geprüft. Bitte prüfe Original- und Archivlink gemäß Anleitung und entferne dann diesen Hinweis. (französisch)